# Rối loạn nhân cách chống xã hội
Rối loạn nhân cách chống xã hội (tiếng Anh: antisocial personality disorder, hay viết tắt là ASPD) là một rối loạn nhân cách có đặc điểm là coi thường hoặc vi phạm các quyền của người khác trong thời gian dài, cũng như khó duy trì các mối quan hệ lâu dài. Thiếu đồng cảm thường là một biểu hiện rõ ràng, cũng như có tiền sử vi phạm quy tắc, đôi khi có thể bao gồm vi phạm pháp luật, có xu hướng lạm dụng chất kích thích, và hành vi bốc đồng và hung hãn. Các hành vi chống xã hội thường khởi phát trước tám tuổi, và trong gần 80% các trường hợp ASPD, đối tượng sẽ biểu hiện các triệu chứng đầu tiên vào năm 11 tuổi. Tỷ lệ mắc ASPD đạt đỉnh điểm ở những người từ 24 đến 44 tuổi, và thường giảm ở những người từ 45 đến 64 tuổi. Tại Hoa Kỳ, tỷ lệ rối loạn nhân cách chống xã hội trong dân số nói chung được ước tính là vào khoảng 0,5 đến 3,5 phần trăm. Tuy nhiên, môi trường có thể ảnh hưởng rất nhiều đến sự phổ biến của ASPD. Trong một nghiên cứu, lấy mẫu ngẫu nhiên 320 phạm nhân mới bị tù giam cho thấy ASPD có xuất hiện trên 35% những người được khảo sát.

## Lịch sử
Trong suốt thế kỷ trước các nhà nghiên cứu và các bác sĩ lâm sàng đã sử dụng các nhiều thuật ngữ đa dạng để miêu tả ASPD chẳng hạn như bệnh xã hội (sociopathy), đạo đức suy đồi (moral insanity). Kraepelin và Schneider thì dùng từ bệnh nhân cách (psychopathy) để chỉ loại rối loạn này, tuy nhiên về sau thuật ngữ trên bị áp dụng một cách quá rộng rãi để chỉ tất cả các loại rối loạn nhân cách. Chính DSM (phiên bản II và III) đã biệt định tên như hiện nay: Rối loạn nhân cách chống xã hội. Các triệu chứng chính để chẩn đoán bệnh cũng thay đổi từ việc chú trọng đến sự suy giảm cảm xúc trong các mối quan hệ với mọi người đến việc tập trung vào các hành vi bên ngoài đặc biệt là các hành vi gây hấn và bốc đồng.

## Yếu tố nguy cơ
Những nguy cơ làm gia tăng khả năng mắc bệnh gồm có:
- Sống trong một gia đình không mấy hòa thuận (thường xuyên phải chứng kiến cảnh cha mẹ cãi nhau, cha bạo hành mẹ hoặc là cha mẹ đã ly hôn).
- Sống thiếu tình thương của người cha/mẹ.
- Những người có bố quá nghiêm khắc nhưng lại được mẹ nuông chiều quá mức cũng có nguy cơ mắc bệnh cao.
- Bị cha/mẹ bỏ rơi hoặc bị lạm dụng tình dục từ nhỏ.
- Lớn lên trong môi trường, hoàn cảnh xã hội bất ổn; có mối quan hệ gắn bó, mật thiết với nhiều tên tội phạm.
- Có người cha nghiện rượu và mắc rối loạn nhân cách chống xã hội; mẹ mắc rối loạn nhân cách kịch tính, rối loạn phân ly.
- Ngoài các yếu tố môi trường nói trên, di truyền cũng là một nguyên nhân chính của căn bệnh này
- Thực hiện nhiều hành vi phạm tội mà không chịu nhận tội.

## Tiêu chuẩn chẩn đoán
Chẩn đoán theo Cẩm nang Chẩn đoán và Thống kê Rối loạn tâm thần của Mỹ (DSM-IV):
A. Coi thường và xâm phạm quyền lợi của người khác, thường xuất hiện sớm từ khoảng 15 tuổi và có ít nhất 3 trong các biểu hiện dưới đây:
1. Không có khả năng hòa nhập vào các chuẩn mực xã hội quy định các hành vi hợp pháp, thể hiện qua việc thường xuyên bị tạm giữ.
2. Khuynh hướng lừa dối để lợi dụng hay chỉ để bỡn cợt (nói dối liên tục, xài tên giả, lừa đảo...).
3. Xung động nhất thời, không có khả năng lường trước hậu quả.
4. Gây hấn thường xuyên.
5. Coi thường sự an toàn chính bản thân và người khác.
6. Vô trách nhiệm toàn diện, không có khả năng duy trì bền bỉ một công việc hoặc không có uy tín về tiền bạc.
7. Không hối hận, hoàn toàn lãnh đạm sau khi đã gây thương tổn đến người khác.

B Tuổi chẩn đoán ít nhất 18 tuổi.
C. Thường trước 15 tuổi đã có các rối loạn cư xử.
D. Không xuất hiện trong giai đoạn tiến triển của tâm thần phân liệt hoặc giai đoạn hưng cảm.

### Chẩn đoán phân biệt
Cần phân biệt ASPD với các bệnh sau bởi chúng có một số biểu hiện chung dễ gây nhầm lẫn:
- Hành vi đối kháng xã hội ở người trưởng thành: Có vài hành vi nhưng không đáp ứng đầy đủ các tiêu chuẩn chẩn đoán.
- Rối loạn liên quan tới ma túy: Thường thấy trong bối cảnh nghiện và lệ thuộc ma túy, cần thận trọng vì rối loạn nhân cách này thường đi kèm với nghiện chất.
- Chậm phát triển tâm thần: Khiếm khuyết trí tuệ thường có hành vi chống xã hội. Nhân cách chống xã hội thì khác, họ có trí tuệ bình thường, ở một số trường hợp còn có trí tuệ cao.
- Nhân cách ranh giới: Thường kèm theo khuynh hướng tự sát, tự hạ thấp bản thân, gắn bó quá mức.
- Nhân cách ái kỷ: Tôn trọng pháp luật khi còn có lợi cho bản thân.

## Dịch tễ học
Dấu hiệu khởi phát của nhân cách chống xã hội bắt đầu từ trước tuổi 15, thường xuất hiện ở trẻ em gái ở giai đoạn dậy thì và trẻ em trai ngay từ thời thơ ấu, tỷ lệ cao ở nhóm có điều kiện kinh tế-xã hội thấp. Theo DSM-IV (phiên bản năm 1994 bởi Hiệp hội Tâm thần Mỹ) thì rối loạn nhân cách chống xã hội xuất hiện ở 3% nam giới và 1% nữ giới. Căn bệnh này có thể tìm thấy ở 75% tù nhân. Ngoài ra những trẻ mắc rối loạn tăng động giảm chú ý và rối loạn cư xử là các đối tượng có nguy cơ cao.

## Tiên lượng
Tiên lượng là rất xấu bởi vì thứ nhất, người mắc rối loạn này đi ngược hẳn với các quy tắc chung của xã hội do vậy thường bị bắt giam vì hành vi phạm tội, thứ hai là người bệnh không thấu hiểu chính rối loạn của mình. Đa số họ được người khác gửi đến trị liệu chứ không phải do tự nguyện,  có đến 70% bệnh nhân bỏ dở việc chữa trị. Rối loạn tiến triển ngày càng nặng nếu tiếp tục sống trong môi trường không thuận lợi và thường có tỉ lệ tử vong cao do thanh toán lẫn nhau giữa các băng nhóm, do biến chứng của việc lạm dụng rượu, ma tuý, tai nạn hoặc tự sát. Ở một số người tình hình có cải thiện khi được điều trị các rối loạn đi kèm như nghiện ngập, một số khác đòi hỏi điều trị nội trú lâu dài hoặc quản lý tại cộng đồng. Các nhà nghiên cứu nhận thấy rằng những hành vi chống xã hội đến mức phạm tội thường bắt đầu giảm đi ở lứa tuổi 40, nhưng không biết nguyên nhân tại sao, có thể nó đã biến tướng thành các dạng rối loạn khác.